# Johnny Burnette (album)
Johnny Burnette è il terzo album discografico di Johnny Burnette, pubblicato dall'etichetta discografica Liberty Records nel 1961.

## Tracce
Lato A
1. You're Sixteen – 1:56 (Richard M. Sherman, Robert B. Sherman) – Registrato il 19 settembre 1960 al United Recording Corp., Hollywood, CA
2. Crying in the Chapel – 2:05 (Artie Glen) – Registrato il 1º dicembre 1960 al United Recording Corp., Hollywood, CA
3. Dream Lover – 2:24 (Bobby Darin) – Registrato il 30 novembre 1960 al United Recording Corp., Hollywood, CA
4. O Lonesome Me – 2:17 (Don Gibson) – Registrato il 29 novembre 1960 al United Recording Corp., Hollywood, CA
5. I Beg Your Pardon – 2:12 (Johnny Burnette) – Registrato il 19 settembre 1960 al United Recording Corp., Hollywood, CA
6. I Love My Baby – 1:39 (Barry De Vorzon, Ted Ellis) – Registrato il 28 novembre 1960 al United Recording Corp., Hollywood, CA

Durata totale: 12:33
Lato B
1. Dreamin' – 2:20 (Barry DeVorzon, Ted Ellis) – Registrato il 7 gennaio 1960 al United Recording Corp., Hollywood, CA
2. It's Only Make Believe – 2:28 (Conway Twitty, Jack Nance) – Registrato il 29 novembre 1960 al United Recording Corp., Hollywood, CA
3. Singing the Blues – 1:48 (Melvin Endsley) – Registrato il 29 novembre 1960 al United Recording Corp., Hollywood, CA
4. You're so Fine – 2:04 (Bobby West, Lance Finney, Willie Schofield) – Registrato il 30 novembre 1960 al United Recording Corp., Hollywood, CA
5. I Go Down to the River – 2:01 (Ben Weisman, Lenny Adelson) – Registrato il 28 novembre 1960 al United Recording Corp., Hollywood, CA
6. Let's Think About Living – 1:55 (Boudleaux Bryant) – Registrato il 29 novembre 1960 al United Recording Corp., Hollywood, CA

Durata totale: 12:36

## Musicisti
You're Sixteen / I Beg Your Pardon
- Johnny Burnette - voce
- Joseph Gibbons - chitarra
- Vincent Terri - chitarra
- George Callender - chitarra basso
- Jerry Allison - batteria
- Ernie Freeman - pianoforte
- Sconosciuti - strumenti ad arco
- Sconosciuti - cori

Crying in the Chapel
- Johnny Burnette - voce
- Altri musicisti sconosciuti

Dream Lover / You're so Fine
- Johnny Burnette - voce
- Joseph Gibbons - chitarra
- Milton Pitman - chitarra
- George Callender - basso
- Jerry Allison - batteria
- Sconosciuti - strumenti ad arco
- Sconosciuti - cori

O Lonesome Me / It's Only Make Believe / Singing the Blues / Let's Think About Living
- Johnny Burnette - voce
- Joseph Gibbons - chitarra
- Milton Pittman - chitarra
- George Callender - basso
- Jerry Allison - batteria
- Sconosciuti - strumenti ad arco
- Sconosciuti - cori

I Love My Baby / I Go Down to the River
- Johnny Burnette - voce
- Joseph Gibbons - chitarra
- Milton Pittman - chitarra
- George Callender - basso
- Jerry Allison - batteria
- Sconosciuti - strumenti ad arco
- Sconosciuti - cori

Dreamin'
- Johnny Burnette - voce
- Howard Roberts - chitarra

Possibili altri musicisti presenti:
- Glen Campbell - chitarra
- Jerry Allison - batteria
- Altri musicisti sconosciuti
- Johnny Mann Singers - cori
- Ernie Freeman - arrangiamenti
- Snuff Garrett - produttore